# Gmina Stari Jankovci
Gmina Stari Jankovci (chorw. Općina Stari Jankovci) – gmina w Chorwacji, w żupanii vukowarsko-srijemskiej. W 2011 roku liczyła  4405 mieszkańców.